# Либертас (футбольный клуб, Борго-Маджоре)
«Либертас» — сан-маринский футбольный клуб из города Борго-Маджоре. Основан в 1928 году. В настоящее время играет в группе А чемпионата Сан-Марино по футболу. Клубные цвета красный и белый.
Является старейшим футбольным клубом в Сан-Марино.
В 2007 году команда впервые сыграла в Кубке УЕФА. В первом отборочном раунде команда по сумме двух встреч проиграла ирландскому клубу Дроэда Юнайтед — 1:4.

## Достижения
- Чемпион Сан-Марино (1): 1995/96
- Обладатель Кубка: 11

1937, 1950, 1954, 1958, 1959, 1961, 1987, 1989, 1991, 2006, 2014
- Обладатель Суперкубка: 4

1989, 1992, 1996, 2014

## Еврокубки
| Сезон   | Турнир           | Раунд        | Страна                    | Клуб           | Дома | В гостях | Результат |
| ------- | ---------------- | ------------ | ------------------------- | -------------- | ---- | -------- | --------- |
| 2007/08 | Кубок УЕФА       | 1 отб. раунд | Флаг Ирландии             | Дроэда Юнайтед | 1-1  | 0-3      | 1-4       |
| 2012/13 | Лига Европы УЕФА | 1 кв. раунд  | Флаг Северной Македонии   | Ренова         | 0-4  | 0-4      | 0-8       |
| 2013/14 | Лига Европы УЕФА | 1 кв. раунд  | Флаг Боснии и Герцеговины | Сараево        | 1-2  | 0-1      | 1-3       |
| 2014/15 | Лига Европы УЕФА | 1 кв. раунд  | Флаг Болгарии             | Ботев Пловдив  | 0-2  | 0-4      | 0-6       |